# Лажин (гміна Нова-Весь-Велька)
Лажин (пол. Łażyn) — село в Польщі, у гміні Нова-Весь-Велька Бидґозького повіту Куявсько-Поморського воєводства.